# Lapin maakunta
Lapin maakunta (svensk: Lappland, nordsamisk: Sápmi) er et landskab i det nordlige Finland, som er geografisk sammenfaldende med Laplands len. En del af området udgøres af det historiske landskab af samme navn.
- Areal: 98.983,66 km², heraf landareal 92.673,82 og vandareal (dvs. søer) 6.309,84. Havareal:1.383,19 km2.Samlet areal:100.366,85 km2.
- Indbyggere: 175.500 (30. juni 2024)

Landskabet Lapin maakunta er arealmæssigt det største finske landskab, men det har den laveste befolkningstæthed (1,90 indb./km² landareal, 1,78 indb./km2 areal). Den største by i regionen er Rovaniemi, og landskabet ledes af Mika Riipi (2022).
Der er 21 kommuner i landskabet, heraf 4 bykommuner, Kemi, Kemijärvi, Rovaniemi, Tornio, (markeret med fed skrift); svensk navn i parentes:
| - Enontekiö (Enontekis) - Inari (Enare) - Kemi - Kemijärvi - Keminmaa - Kittilä - Kolari | - Muonio - Pelkosenniemi - Pello - Posio - Ranua - Rovaniemi - Salla | - Savukoski - Simo - Sodankylä - Tervola - Tornio (Torneå) - Utsjoki - Ylitornio (Övertorneå) |